# Charles-Darwin-Nationalpark
Der Charles-Darwin-Nationalpark (engl. Charles Darwin National Park) ist ein 13 km² großer Park im australischen Northern Territory vor den Toren Darwins. Der Park grenzt an die südlichen Stadtbezirke von Darwin und liegt auf der Ostseite der Frances Bay gegenüber dem Stadtzentrum sowie auf der Nordseite des East Arm. Kleine Teile des Parks befinden sich innerhalb der Stadtgrenzen Darwins.
Der Park beinhaltet Gebiete sowohl von ökologischer als auch kultureller Bedeutung. 
Er schützt zum einen die Auenlandschaft der Meeresbucht von Port Darwin. In einem System von kleinen Flüssen, Buchten und Inseln sind 36 der 51 im Northern Territory beheimateten Mangroven zu finden. 
Zum anderen sind im Park zahlreiche Spuren menschlicher Besiedlung zu finden. Muschelhaufen im Park weisen auf die Aborigines hin, die dieses Land seit Jahrtausenden besiedeln. In der jüngeren Vergangenheit war das Gebiet Teil eines Netzes von Militärstützpunkten, die während des Zweiten Weltkrieges eingerichtet wurden. Als Teil der nördlichen Verteidigungslinie finden sich hier Bunker, einer davon ist zum Besucherzentrum umgebaut, und Munitionsdepots.
Der 1998 gegründete Nationalpark ist nach dem Naturwissenschaftler Charles Darwin benannt.